# Milicja, czarny film
Milicja, czarny film (fr. Milice, film noir) – francuski film dokumentalny z 1997 roku w reżyserii oraz według scenariusza Alaina Ferrariego. W filmie wystąpili Emile Augonnet, Françoise Basch i Michel Bouquet. Premiera we Francji odbyła się 10 grudnia 1997 roku.
Film dokumentalny o francuskiej milicji działającej podczas niemieckiej okupacji we Francji Vichy. W filmie przeprowadzono wywiady zarówno z członkami dawnej milicji, jak i jej ofiarami (także dziećmi zamordowanych). Film pokazuje, że Milicja Francuska (fr. Milice Française) była bardziej gorliwa w tropieniu Żydów oraz zwalczaniu ruchu oporu, niż żądało tego od niej Gestapo.

## Obsada
- Emile Augonnet – on sam
- Françoise Basch – on sam
- Michel Bouquet – narrator (głos)
- Jean Cantaloup – on sam
- Philippe Darnand – on sam
- Jacques Delperlle de Bayac – on sam
- Alain Ferrari – on sam
- Jean Marais – on sam